# Морнико ал Серио
Морнико ал Серио (итал. Mornico al Serio) је насеље у Италији у округу Бергамо, региону Ломбардија.
Према процени из 2011. у насељу је живело 2739 становника. Насеље се налази на надморској висини од 164 м.

## Становништво
Према резултатима пописа становништва 2011. у општини је живело 2.890 становника.
| 1931. | 1936. | 1951. | 1961. | 1971. | 1981. | 1991. | 2001. | 2011. |
| ----- | ----- | ----- | ----- | ----- | ----- | ----- | ----- | ----- |
| 2.004 | 1.870 | 1.950 | 1.910 | 1.960 | 2.237 | 2.470 | 2.588 | 2.890 |